# 피에르 아벨라르

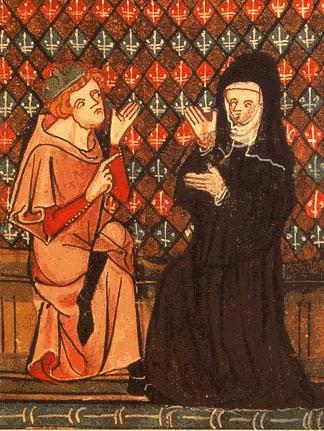
아벨라르와 엘로이즈

피에르 아벨라르(Pierre Abélard, 1079년 ~ 1142년 4월 21일)는 혹은 피터 아벨라드는 중세 프랑스 철학을 대표하는 철학자이자 신학자로, 중세 철학사 전체를 지배한 보편 논쟁에서 빠질 수 없는 인물이다. 라틴어 이름은 페트루스 아벨라르두스(Petrus Abaelardus)였다. 흔히 스콜라 철학의 아버지라 불린다.

## 생애
아벨라르는 1079년 프랑스 서부의 도시 낭트 인근 르팔레라는 곳에서 영주이자 노트르담 대성당의 수사신부를 지낸 아버지에게서 태어났다. 보편 논쟁의 양축을 형성했던 유명론과 실재론 사이에서 자신만의 독특한 인식론과 형이상학 체계를 구축했으며, 가정 교사로 가르쳤던 제자이자 후에 로마 가톨릭교회의 수녀가 되는 엘로이즈와의 사랑으로도 유명하다.
아벨라르는 당시 실재론 진영을 대표했던 샹포의 기욤과 친분을 쌓은 뒤, 1102년 파리 근교에 입성, 교육자로서의 명성을 쌓아가기 시작한다. 그리고 자신의 입장을 보다 분명히 하게 됨에 따라 의견 차이를 극복하지 못하고 결국 기욤과 결별하게 된다.

## 보편 논쟁에 대한 아벨라르의 입장
기욤은 각기 다른 사물을 하나의 개념으로 묶는 공통적인 존재자, 즉 보편자가 사물들 사이에 존재하는 차이와는 관계없이 실재함을 주장했다. 이를테면 '인간'과 같은 종(種) 및 유(類)의 개념들은 '철수'나 '영희'와 독립적인 한편으로 하나의 '실체'로서 존재한다는 것이다. 이에 아벨라르는 '종'이나 '유' 등의 일반 개념들이 단지 언어의 산물에 불과하다는 유명론의 입장을 거부했다. 실제로 보편 개념들이 텅 빈 기호에 불과하다면 그러한 개념들이 포함된 문장 또한 아무런 의미가 없거나 의미가 있다고 해도 이해될 수 없었으리라는 것이다. 그는 이렇듯 부분적으로는 기욤의 실재론을 받아들였는데, 다른 한편으로는 그러한 개념의 실재성이 물리적인 것이 아니라 관념적이라고 주장함으로써 기욤을 반박했다. 보편자가 보편적이고 일반적일 수 있는 것은 단지 인간의 사고에 의한 것일 뿐, 그것이 통상적인 의미에서 혹은 플라톤적 의미에서 실재하기 때문은 아니라는 것이다.
아벨라르에 따르면 보편 개념은 인간의 오성이 구체적인 사물들에 대한 경험을 토대로 각각의 유사한 속성들을 추려낸, 즉 추상한 결과물이다. '인간'이라는 개념은 '철수'와 '영희'를 비롯한 모든 사람들에게서 발견되는 공통된 속성을 통해 성립된다. 이렇듯 아벨라르는 실재론과 유명론의 이분법적 논리에서 벗어나 인간 사고의 경험적 측면과 추상적 측면을 모두 중시함으로써 중세 보편 논쟁의 한계를 극복하고자 했다. 이러한 그의 입장은 개념론이라고도 불린다.

## 저서
서간 형식의 자서전인 Historia Calamitatum (영문 번역본)가 있으며, 사후에는 엘로이즈와 교환한 편지들도 출간되어 이후 수많은 문학 작품들에 모티브를 제공했다.

## 같이 보기
- 클레르보의 베르나르